# 托馬斯·麥克唐納
托馬斯·麥克唐納（英語：Thomas McDonell，1986年5月2日—）美國男演員及音樂人，在電影《功夫之王》中曾經與成龍及李連杰有合作機會。托馬斯生於紐約曼哈頓，求學時被父母送往馬薩諸塞州安多佛的寄宿學校，及後於紐約大學畢業。他的父親特里·麥克唐納是雜誌《運動畫刊》的總編輯，母親及兄長（尼克·麥克唐納）都是作家。

## 參演電影
- 功夫之王，2008年
- 花邊藥頭（英语：Twelve (2010 film)），2010年
- 毕业舞会，2011年
- 瘋狂萬聖節（英语：Fun Size），2012年

## 參演電視劇
- 法律与秩序犯罪倾向（英语：Law & Order: Criminal Intent），2010年
- 郊区故事，2012年-2013年
- 地球百子，2014年-2015年

## 外部連結
- 托馬斯·麥克唐納在互联网电影资料库（IMDb）上的資料（英文）